# Le Silence (Redon)
Pour les articles homonymes, voir Le Silence.
Le Silence est un tableau réalisé par le peintre français Odilon Redon entre 1895 et 1900. De format vertical, cette peinture à l'huile sur carton représente le buste d'une figure voilée de rouge baissant les yeux en silence devant un fond bleu-vert. Entrée dans les collections publiques par un legs en 1982, l'œuvre est affectée depuis 1984 au musée d'Orsay, à Paris. Elle se trouve depuis 1997 en dépôt au palais des Beaux-Arts de Lille, à Lille.